# Mare de Déu de la Salut (Palma)
La Mare de Déu de la Salut és una imatge de la Mare de Déu que es troba a la parròquia de Sant Miquel de Palma. Primer fou associada a la guarició d'epidèmies i malalties en general, i posteriorment s'associà a la Conquista, i actualment és la patrona de la ciutat, juntament amb Sant Sebastià.

## Descripció
Es tracta d'una imatge de 85 cm d'alabastre blanc i buida per darrere per fer-la més lleugera. Té restes de policromia als cabells. Tot i que la tradició popular la situa dins el segle xiii, estilísticament és una imatge gòtica del segle xv. Pel fet que a l'illa no hi ha pedreres d'alabastre i per la perfecció tècnica, hom ha proposat que sigui obra d'un obrador sicilià. La imatge destaca pels trets arrodonits de les faccions, de gran fredor i un cert arcaisme però també molt harmònics. Està situada a la part central d'una capella lateral de l'església de Sant Miquel.

## Història
Segons la llegenda, parcialment erudita perquè es fonamenta en un passatge de la Crònica del Rei en Jaume, es tractaria de la imatge que presidí la missa del 5 de setembre de 1229 a Salou, just abans de salpar per emprendre la Conquesta de Mallorca, i a la qual el rei s'encomanà en la tempesta que els agafà just quan pretenien desembarcar a la badia de Pollença, i que els feu desembarcar finalment a la Palomera i Santa Ponça. Conquerida la ciutat, el rei la donà a la parròquia on es digué la primera missa: Sant Miquel. Les dues pintures que adornen les parets laterals de la capella recorden aquests fets, i precisen que el Rei la donà a la parròquia davant el notari Alexandre Jolit, notari de Barcelona, el 1231; aquest personatge no apareix en cap altre document ni testimoni.
El fet és, però, que no es tracta d'una imatge tan antiga i, per tant, la llegenda no és versemblant. No hi ha documentació sobre l'arribada de la marededeu a l'illa, i no apareix documentada fins al segle xvii, però no en relació amb la Conquista ans com a intercessora en epidèmies i pestes.
Per aquesta fama, cobrà gran importància i renom; fou llavors que hom bastí la seva capella (1649) i que rebé el seu nom de Mare de Déu de la Salut. Posteriorment s'associà, ara sí, a la Conquista, i cobrà la significació històrica i patriòtica que té actualment, per la qual començà a participar en la Festa de l'Estendard, que passava per davant l'església. Fou coronada l'any 1929, durant les festes del 700è aniversari de la Conquesta, i amb motiu d'això Maria Antònia Salvà compongué un himne a la patrona de la ciutat. Anys més tard, quan es creà, fruit d'enderrocar una sèrie d'edificis, una plaça davant l'església de Sant Miquel, l'Ajuntament la batià amb el nom de plaça de la Mare de Déu de la Salut.

## Himne
Amb motiu de les festes de la coronació, Maria Antònia Salvà compongué un himne a la patrona, que es canta amb la tonada de l'himne Nous voulons Dieu de François Xavier Moreau:

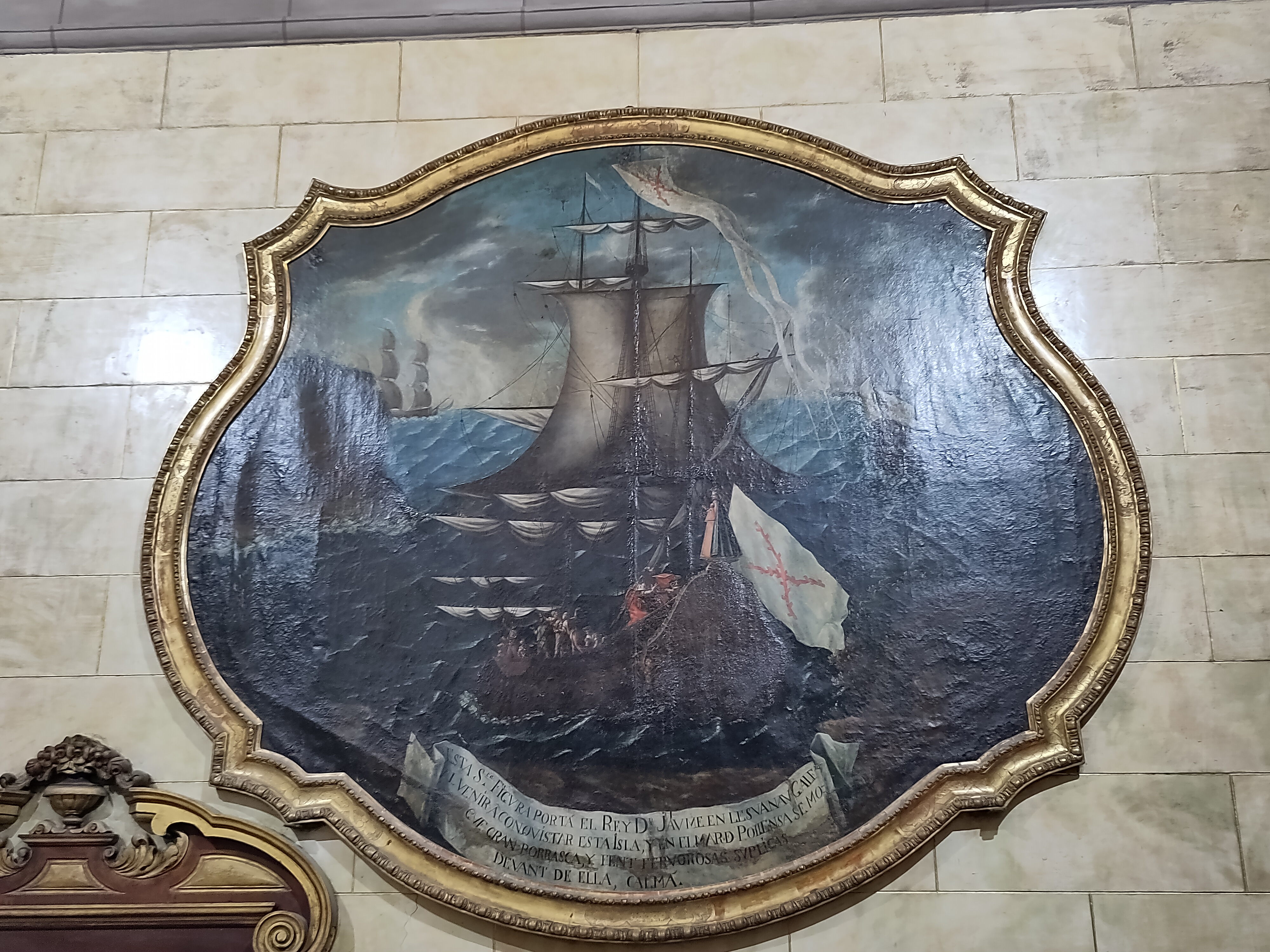
Pintura en la qual es representa la tempesta de Pollença amb la imatge de la Mare de Déu de la Salut

| « | Corona d'or i pedreria vos oferim en dolç tribut, reina del cel, Santa Maria, Mare de Déu de la Salut! Maria, dolça mare, Maria, dolça amor, la fe a Mallorca a Vos s'empara, la fe del Rei Conquistador. | » |